# Ora biroi
Ora biroi is een keversoort uit de familie moerasweekschilden (Scirtidae). De wetenschappelijke naam van de soort werd in 1956 gepubliceerd door Maurice Pic.